# 1739

## Esdeveniments
Països catalans
Resta del món
- 29 de juny Crocetta (Parma, Ducat de Parma): l'exèrcit franco-sard guanya la batalla de San Pietro contra els austríacs en la Guerra de Successió de Polònia.
- 3 d'octubre de 1739, Tractat de Niš, convenció signada entre l’Imperi otomà i la Rússia imperial[1]
- Fi de la guerra russo-turca de 1735-1739[2]

- Restabliment del Virregnat de Nova Granada
- Predicació de George Whitefield
- Assaig sobre la natura humana, de David Hume

## Naixements
- 21 d'agost, València: Mariano Salvador Maella Pérez, pintor valencià del neoclàssic (m. 1819).
- 9 d'agost, Figline Valdarno: Lorenzo Pignotti, escriptor de faules italià.
- 24 de setembre, Txijovo, prop de Smolensk,(Russia): Grigori Aleksàndrovitx Potiomkin, príncep de Tàurida (rus: Григо́рий Алекса́ндрович Потёмкин) estadista, militar i polític rus,(m. 1791).[3]

## Necrològiques
- 1 de gener, Kaliningrad: Johann Georg Neidhardt, organista, compositor i musicòleg barroc
- 24 d'agost, Edo: Takebe Kenko, matemàtic japonès (n. 1664).
- Londres: William Turner (compositor).